# Saurita venezuelensis
Saurita venezuelensis är en fjärilsart som beskrevs av Klages 1906. Saurita venezuelensis ingår i släktet Saurita och familjen björnspinnare. Inga underarter finns listade.